# Totenfloß
Totenfloß ist ein Drama des deutschen Dramatikers Harald Mueller. Es entwirft ein Endzeitszenario im atomar und chemisch verseuchten Deutschland des Jahres 2050. Vier Todgeweihte treiben mit einem Floß den Rhein flussabwärts nach Xanten, wo sie sich eine Überlebensmöglichkeit erhoffen. Die Premiere des Stücks am 5. Oktober 1984 im Theater Oberhausen blieb ohne überregionale Wahrnehmung. Erst nach der Katastrophe von Tschernobyl stieß eine zweite Fassung auf gesteigertes Interesse. Sie hatte am 16. Oktober 1986 gleichzeitig in Basel, Düsseldorf und Stuttgart Premiere und wurde in der Saison 1986/87 am dritt häufigsten auf deutschen Bühnen gespielt. Nach der Bühnenvorlage entstanden ein Hörspiel und ein Fernsehspiel.

## Inhalt
Deutschland im Jahr 2050 ist nach einer Katastrophe atomar und chemisch vollständig verseucht. Die Umwelt ist vergiftet, die verbliebene Bevölkerung lebt in zu Festungen ausgebauten diktatorisch regierten Städten. Jeder, dessen chemische Kontamination einen bestimmten Grad übersteigt, wird in die „Chemiewüste“ ausgewiesen, wo in der verstrahlten und vergifteten Natur der sichere Tod auf ihn wartet. Zu diesen Todeskandidaten gehören auch die vier Protagonisten des Stücks: Checker, Itai, Kuckuck und Bjuti.
Checker sieht sich selbst als „Überlebensmaschine“, halb Mensch, halb Tier, der der tödlichen Umwelt mit Brutalität gegenübertritt. Itai ist eine ängstliche Retortengeburt. Er leidet an der Itai-Itai-Krankheit und schrumpft zu Tode. Der Einsiedler Kuckuck ist der einzige „Neunzehnhunderter“ des Quartetts, der die Erde noch vor der großen Katastrophe kannte. Immer wieder imitiert er Vogelstimmen aus der Zeit als es noch Vögel gab. Bjuti, eine junge Frau mit entstelltem Gesicht, ist ausgestoßen worden, weil sie Bücher besitzt. Sie beherrscht noch die alte Sprache, während alles um sie herum nur noch in Wortfetzen und Kauderwelsch kommuniziert, und rezitiert Gedichte.
Auf einem Floß treiben die vier Ausgestoßenen den Rhein flussabwärts gen Xanten, der Stadt, die zu ihrem Utopia wird, weil sie Gerüchten zufolge nach der Vernichtung durch eine Neutronenbombe inzwischen giftfrei und bewohnbar sei. Die Fahrt führt von Heidelberg nach Mainz, wo das Floß auf einer Sandbank strandet, über Bonn, wo das Quartett beschossen wird, bis Köln, wo sich die Wut der drei Jungen über die zerstörte Umwelt an Kuckuck entlädt, den sie als Vertreter der älteren Generation für den Untergang der Welt verantwortlich machen. Checker stranguliert den sich vermehrt in Egoismus und Zynismus flüchtenden Kuckuck.
Doch auf der Fahrt durch die apokalyptischen Landschaften des zerstörten Deutschlands gewinnen die vermeintlichen Monstren auch mehr und mehr ihre Menschlichkeit zurück. Sie treten als Individuen miteinander in Kontakt und aus ihren Verstörungen und Ängsten entwickelt sich Hoffnung. Itai überwindet seine Berührungsängste. Checker verliert mit seinem Schutzanzug auch sein brutales Verhalten und lernt „ich“ zu sich zu sagen. Er schwängert Bjuti, die einen gesichtslosen Fleischklumpen gebiert. Xanten schließlich, als die Verbliebenen die Stadt erreichen, erweist sich nicht als das erhoffte Paradies, sondern ist eine verschlossene Festung. Bewaffnete am Uferrand verwehren die Landung. Am Ende leistet Checker dem sterbenden Itai Sterbehilfe. Gemeinsam mit Bjuti treibt er aufs offene Meer hinaus.

## Aufführungsgeschichte
Im Jahr 1982 gewann Harald Mueller einen Dramenwettbewerb des Theaters Oberhausen zum Thema „Umwelt“. Aus diesem Exposé entstand das Theaterstück Totenfloß, das am 5. Oktober 1984 unter der Regie von Manfred Repp im Oberhausener Theater im Pott uraufgeführt wurde. Die Premiere wie das Stück selbst wurden von der überregionalen Theaterkritik nicht wahrgenommen. Erst der Mueller schon seit längerem verbundene Kritiker Benjamin Henrichs machte 1985 die Öffentlichkeit auf Totenfloß aufmerksam, als er das Stück im Jahrbuch Theater 1985 zum „Stück des Jahres“ nominierte. Als Henrichs im Juni 1985 ein Porträt in der Zeit folgen ließ, war bereits George Tabori auf Totenfloß aufmerksam geworden, plante eine Hörspielproduktion und eine Inszenierung an den Münchner Kammerspielen. Mueller überarbeitete Totenfloß noch einmal und sprach persönlich mit dem Stück bei 45 deutschen Theaterbühnen vor.
Noch im Herbst 1985 kamen mehrere Verträge über Aufführungen zustande, doch einen regelrechten „Boom“ erlebte Totenfloß erst infolge der Katastrophe von Tschernobyl und des Großbrands bei Sandoz in Schweizerhalle. Die Neufassung wurde am 16. Oktober 1986 gleichzeitig am Theater Basel, am Düsseldorfer Schauspielhaus und am Staatstheater Stuttgart uraufgeführt. Über 40 weitere Bühnen folgten, und Totenfloß wurde in der Saison 1986/87 hinter Offene Zweierbeziehung und Der Kontrabaß zum drittmeistgespielten Stück an deutschen Theaterbühnen. Das Drama wurde auch ein internationaler Erfolg und in 12 Sprachen übersetzt.

## Rezeption
Die Zeitschrift Theater heute wählte Totenfloß 1986 zum „Stück zum Thema des Jahres“. Dieter Kafitz nannte das Drama 1988 das „kennzeichnendste Beispiel einer postmodernen Endzeitdramatik“, und für Jürgen Schröder war der Autor „der unbestrittene Meister einer harten Kleingruppendynamik“, wobei er bereits frühere Werke Muellers mit der Thematik junger Außenseiter, namentlich Großer Wolf und Halbdeutsch, als „Vorspiel zum Totenfloß“ sah.
Das Stück erntete jedoch auch harte Kritik. So nannte Peter Iden Totenfloß ein „sehr deutsches“ Stück: „‚Romantisch‘ im schlechtesten Sinne, scheinbar radikal, voller Selbstmitleid und plärrender Klagen.“ Für Georg Hensel „versinkt das Totenfloß in dem schwarzen Meer von saurem Kitsch, das es so tapfer befahren hat.“ Er schloss seine Besprechung mit der Aussage: „Harald Mueller redet uns brav ins Gewissen, er ist ein redlicher Prediger voll guten Willens, ein Menschendramatiker aber ist er nicht.“
Peter Michalzik hingegen nahm das Stück gegen die Kritik in Schutz und beschrieb: „Sie interessierte sich mehr für die ästhetischen Schwächen des Stückes als für die mit ihm angesprochene Problematik. Muellers Stärke aber liegt gerade darin, daß er brisante Zeitfragen auf die Bühne bringt, sich am Geschehen (und nicht an ideellen Schönheiten orientiert), jegliches Ästhetisieren zu vermeiden sucht und dadurch einen Blick auf die rauhe Wirklichkeit vermittelt.“

## Adaptionen
Unter der Regie von George Tabori produzierte der Hessische Rundfunk 1986 eine Hörspielumsetzung, in der Klaus Fischer, Rainer Frieb, Jan Biczycki, Ursula Höpfner und Harald Mueller selbst sprachen. Die Produktion wurde im Mai 1986 als Hörspiel des Monats ausgezeichnet und erhielt 1987 den Kurd-Laßwitz-Preis als bestes Hörspiel.
Der Westdeutsche Rundfunk zeigte Totenfloß am 22. November 1987 als Fernsehspiel. Unter der Regie von Hans Peter Cloos spielten Klaus Henninger, Felix Römer, Marlene Riphahn und Patricia Litten. In Skandinavien wurde das Fernsehspiel als Kinofilm gezeigt.

## Veröffentlichungen
- Harald Mueller: Totenfloß. In: Theater heute 7/1986, S. 35–46.
- Harald Mueller: Totenfloß. In: Spectaculum 43. Suhrkamp, Frankfurt am Main 1986, S. 77–125.